# Amy Wilson-Hardy
Amy Wilson-Hardy (Poole, 13 de setembro de 1991) é uma jogadora de rugby sevens britânica.

## Carreira
Wilson-Hardy integrou o elenco da Seleção Britânica Feminina de Rugbi de Sevens nos Jogos Olímpicos Rio 2016, que foi quarta colocada.